# Els Pastorets de Balsareny

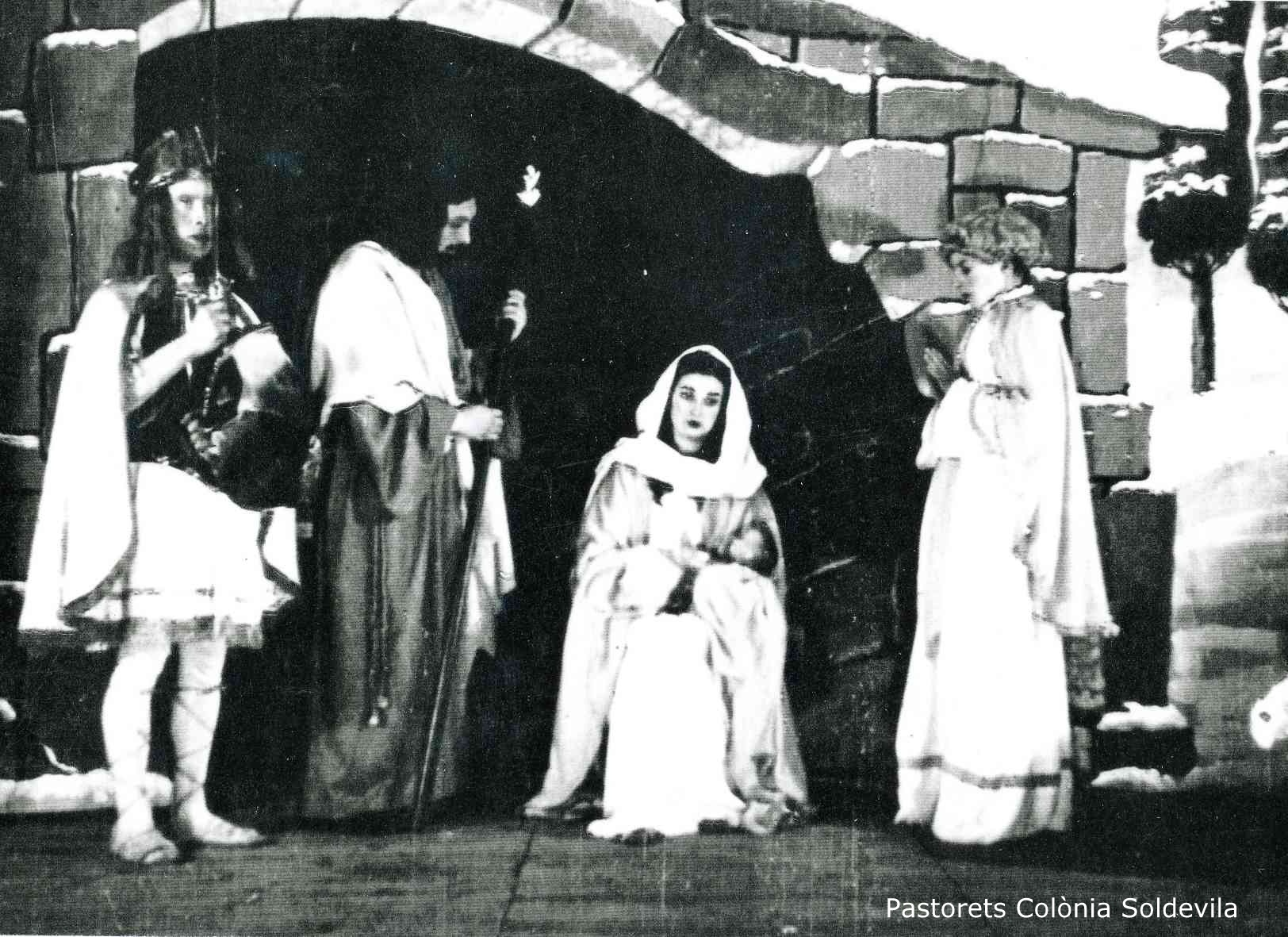
Primera representació a la Colònia Soldevila de Balsareny, Nadal de 1948. Autor desconegut.

Els Pastorets de Balsareny és una associació cultural que des de 2002 continua les representacions d'Els Pastorets que es van fer a la Colònia Soldevila de Balsareny des de 1948 fins al 2000.

## Antecedents
A Balsareny s'havien representat Pastorets al local del Centre Catòlic a començaments del segle xx, en un temps en què la moral catòlica no permetia a les dones trepitjar un escenari, ni que fos per interpretar la mare de Déu, de manera que aquests papers els feien joves barbamecs. Als anys vint i trenta del segle xx, s'hi van fer representacions que van deixar record en la memòria col·lectiva.

## Primera etapa: a la Colònia Soldevila
El dia de Nadal de 1933, a la Colònia Soldevila es va representar La llum de l'establia, de mossèn Marià Tubau (1927), només amb homes. Es va tornar a fer el 1934 i el 1935.
L'any 1947, sota l'impuls de mossèn Marià Viadiu es va tornar a representar La llum de l'establia, i el Nadal de 1948, ja es van posar en escena Els Pastorets o l'Adveniment de l'Infant Jesús, de Josep Maria Folch i Torres, mantenint les representacions els anys següents, fins que a la dècada de 1960 es va fer una primera renovació generacional, amb mossèn Joan Bajona. El 1998, els Pastorets de la Colònia Soldevila van celebrar el 50è aniversari, amb una representació que acollí bon nombre dels col·laboradors del grup al llarg de mig segle
L'octubre del 2000 la propietat de la Colònia Soldevila va tancar el teatre atès que no reunia les condicions idònies. Aquell any, el dia de Nadal es va fer una única representació a l'aire lliure davant l'església de Sant Esteve. Fins aleshores, el grup del Pastorets havia actuat sota l'empara de l'Associació de Veïns de la Colònia Soldevila. A partir del 2001 es va constituir l'Associació Els Pastorets de la Colònia Soldevila, presidida per mossèn Joan Bajona i Pintó. La junta va intentar negociar amb l'empresa i amb organismes oficials per trobar una solució que permetés continuar fent els Pastorets en el seu àmbit històric, i va estudiar la viabilitat d'un projecte de rehabilitació del local que no va fructificar.

## Segona etapa: a la Sala Sindicat
Després d'una temporada en blanc, el Nadal del 2002 es va fer la primera representació a la sala municipal polivalent “El Sindicat” de Balsareny, amb la incorporació de nous col·laboradors, vestuari nou i la participació activa d'altres entitats locals.
L'entitat, que va passar a denominar-se Associació Els Pastorets de Balsareny, compta amb el suport de més de 250 socis i presenta quatre representacions per temporada. El primer president va ser mossèn Joan Bajona i Pintó, que més tard va passar a ser president d'honor quan el va substituir Mercè Farràs i Manent.
Els Pastorets de Balsareny formen part de la Coordinadora de Pastorets de Catalunya des del dia que aquesta es va constituir.
A més de Pastorets, i com a grup de teatre amateur, ja des dels orígens han posat en escena diverses obres teatrals. A la Colònia Soldevila, entre d'altres, destaquen La Ventafocs, de Josep Maria Folch i Torres; Berlín, plaça Alter, número 2, de Francesc Lorenzo; Los blancos dientes del perro, d'Eugenio Criado; El diario de Ana Frank; i El més feliç dels tres, d'Eugène Labiche. Ja a la sala Sindicat, s'han representat, entre d'altres, Ai, mossèn! i La cara i la creu, de Santi Fornell, i el Tartuf, de Molière, en versió de Joan Oliver. En col·laboració amb la Coral Sant Esteve van presentar El retaule del Flautista, de Jordi Teixidor, l'any 1997; i, en dues ocasions, Balsareny, més de mil anys: a la Colònia Soldevila l'any 1990 i a la sala Sindicat el 2013.
L'entitat, que compta amb un grup de dansaires i un grup de rapsodes col·labora habitualment amb la Marató de TV3 i participa en tota mena d'activitats culturals i cíviques de la població. Ha participat en els actes del Centenari dels Pastorets de Josep Maria Folch i Torres, on el president d'honor de l'associació, Joan Bajona, 54 anys fent Pastorets en actiu, va ser homenatjat junt amb altres veterans.